# 170 TCN
Năm 170 TCN là một năm trong lịch Julius. 